# Future Television
Future Television (árabe تلفزيون المستقبل, Telviziyon Al Mustaqbal) es un canal de televisión libanés muy popular en el mundo árabe, y probablemente el cuarto en términos de ingresos de publicidad después de MBC, LBC y de la televisión de Dubái, fundada en 1993 por el ya difunto Rafiq Hariri, ex primer ministro del Líbano. La cadena es propiedad de la familia Hariri, familia de gran influencia en el Líbano. La cadena se centra fundamentalmente en el entretenimiento y en el logró de adaptar varios formatos extranjeros como American Idol y Le maillon faible. Future TV también está disponible vía satélite en Europa, Estados Unidos, Canadá y Australia. Políticamente, el canal apoya las opiniones de la familia Hariri.

## Competencia
Sus mayores competidores en el Líbano son LBCI y Televisión Murr. La última fue cancelada en septiembre de 2002 debido a razones políticas.

## Programas populares
Future TV ha producido muchos programas populares incluyendo SuperStar (versión árabe de Pop Idol), La youmal (una comedia y show de drama), Miss Elite Top Model, El Halka AlAd'af (versión árabe de The Weakest Link), El Fakh (versión árabe de The Trap) y Alakhbar (noticias y el tiempo).
Normalmente emiten diariamente en diferentes momentos en árabe, inglés, francés, e incluso en armenio.
Su más famoso programa de entrevistas es Sireh os infatahit ( árabe para "Abierto para discusión") presentado por Zaven Kouyoumdjian. Es un programa en el que se analizan diversas cuestiones sociales y políticas. Está considerado como el mejor programa de entrevistas del mundo árabe.[cita requerida]
Future TV emita largos shows como Khaleek bill bait (árabe para "quedate en casa") presentado por Zahi Wehbe. El show hace entrevistas a artistas e intelectuales del mundo árabe, y es copresentado por Shahnaz Abdallah. Un nuevo show llamado transit, presentado por el talentoso ex-actor Najat Sharafeddine se emite los domingos por la noche por future television, y compite con muchos otros programas Media Talk shows del Líbano y del Oriente Próximo.

## Retirados
- Shahnaz Abdallah
- Najwa Kassem

## Actuales
- Michel Azzi - Misho Show
- Zaven Kouyoumdjian Mohalhel Fakih
- Zahi Wehbe
- Salman Sarriyiddine
- Lina Doughan
- Najat Sharafeddine
- Elsa Yazbek Charabati lee las noticias en francés
- Youmna Tayyara
- Sarah Khoury lee las noticias en inglés

- Datos: Q5871944